# 春日井市立山王小学校
春日井市立山王小学校（かすがいしりつ さんのうしょうがっこう）は、愛知県春日井市勝川新町にある公立小学校。

## 概要
勝川新町1 - 3丁目、勝川町1 - 5丁目、勝川町西1 - 4丁目、神明町の一部、惣中町1 - 3丁目、追進町1 - 3丁目、天神町、長塚町1丁目、御幸町1 - 3丁目、大和通1丁目、大和通2丁目の一部が校区であり、公立中学校の進学先は春日井市立知多中学校である。
校名の「山王」は、現在の勝川新町に存在した古い地名である。
山王小学校の南館の屋上には、かつて四等三角点があった。

## 沿革
- 1970年（昭和45年）4月1日 - 春日井市立勝川小学校から分離し開校。
- 1972年（昭和47年）4月1日 - 知多中学校開校に伴い、進学先が春日井市立中部中学校より変更。
- 1975年（昭和50年） - 体育館が完成する。

## 交通アクセス
- JR中央本線 勝川駅下車、徒歩で約14分。
- JR東海交通事業城北線 勝川駅下車、徒歩で約12分。
- 名鉄小牧線 味美駅下車、徒歩で約15分。
- かすがいシティバス西環状線「大和通」もしくは「神明町」バス停より徒歩で約5分。
- 名鉄バス小牧勝川線、春日井市民病院線「若草通1丁目」バス停より徒歩で約10分。
  - 勝川駅より【50系統】「小牧駅」行。【51系統】「春日井市民病院（定野経由）」行。【52系統】「春日井市民病院（南町屋経由）」行。

## 周辺施設
- 春日井市立知多中学校
- 春日井市立勝川小学校
- 春日井市立味美小学校

## 著名な卒業生
- 堂上剛裕 - 元プロ野球選手（中日ドラゴンズ・読売ジャイアンツ）[5]
- 堂上直倫 - 元プロ野球選手（中日ドラゴンズ）[6]